# Walter Paul
Walter Paul byl swingový pozounista.
Působil v orchestru Gramoklubu, v orchestru Swing Rhythm a v orchestru Emila Ludvíka. Jako německý občan (a nepřítel nacismu) byl povolán do Wehrmachtu a zahynul na východní frontě.